# Liste der denkmalgeschützten Objekte in St. Ulrich bei Steyr
Die Liste der denkmalgeschützten Objekte in St. Ulrich bei Steyr enthält die denkmalgeschützten, unbeweglichen Objekte der Gemeinde St. Ulrich bei Steyr im oberösterreichischen Bezirk Steyr-Land.

## Denkmäler
| Foto |                 | Denkmal                                                                            | Standort                                        | Beschreibung | Metadaten |
| ---- | --------------- | ---------------------------------------------------------------------------------- | ----------------------------------------------- | --- | --- |
| ja   | Datei hochladen | Kath. Pfarrkirche hl. Ulrich HERIS-ID: 24601 Objekt-ID: 21003                      | Pfarrplatz 1, gegenüber Standort KG: St. Ulrich | Die Pfarrkirche ist ein einfacher, spätgotischer Bau mit einem einschiffigen Langhaus, welches 1518 vollendet wurde, die Chorweihe geschah bereits 1493. Der mit Spitzhelm versehene Turm im nördlichen Chorwinkel ist so gebaut, dass er oben ins Achteck überführt. Die Nord- und West-Portale sind spätgotisch. Der Hochaltar wird auf das Jahr 1662 datiert, zum Ende des 18. Jahrhunderts erfolgte eine weitgehende Umgestaltung. In der Paramentenkammer befinden sich zwei Ovalbilder in der Art des Anton Hitzenthaler der Ältere. Die Glocke wurde 1329 gegossen. | BDA-Hist.: Q21694360 Status: § 2a Stand der BDA-Liste: 2025-06-30 Name: Kath. Pfarrkirche hl. Ulrich GstNr.: .65 Pfarrkirche Sankt Ulrich bei Steyr                                       |
| ja   | Datei hochladen | Kath. Filialkirche Unbefleckte Empfängnis Mariens HERIS-ID: 24602 Objekt-ID: 21004 | Kirchenplatz 8 Standort KG: Kleinraming         | Die dreijochige neugotische Hallenkirche wurde mit dem Dombaumeister Raimund Jeblinger errichtet und vom Bischof Franz Maria Doppelbauer 1905 geweiht. Die neugotischen Altäre aus der Bauzeit schuf die Ottensheimer Werkstätte. Die Einrichtung nach der Liturgiereform schuf der Bildhauer Sepp Auer. | BDA-Hist.: Q23541810 Status: § 2a Stand der BDA-Liste: 2025-06-30 Name: Kath. Filialkirche Unbefleckte Empfängnis Mariens GstNr.: .264/1 Pfarrkirche Kleinraming (Sankt Ulrich bei Steyr) |